# مسعود بهنود
مسعود بهنود (زادهٔ ۲۸ مرداد ۱۳۲۵) نویسنده، منتقد ادبی، تهیه‌کنندهٔ رادیو-تلویزیون و روزنامه‌نگار ایرانی است. او از سال ۱۳۴۲ به روزنامه‌نگاری پرداخت و با روزنامه‌هایی همچون تهران مصور و آیندگان همکاری می‌کرد. او در دههٔ ۱۹۷۰ و ۱۹۸۰ میلادی، سردبیر چند نشریه ایرانی بود. او در اردیبهشت ۱۳۷۹ و در پی توقیف فله‌ای مطبوعات مدّتِ کوتاهی زندانی شد. او سپس در سال ۲۰۰۳ میلادی به انگلستان مهاجرت کرد و به استخدام بی‌بی‌سی فارسی درآمد..

## نویسندگی
مسعود بهنود نثر شیوا و روانی دارد. به گفتهٔ خودش قصه‌نویسی را نه به‌شکل آکادمیک بلکه از مادر بزرگش یادگرفته‌است.

## پیش از انقلاب
پیش از انقلاب ۱۳۵۷ ایران مسعود بهنود از روزنامه‌نگاران نزدیک به امیرعباس هویدا، نخست‌وزیر وقت بود.
وی همچنین مجری برنامه‌ای شبانه در تلویزیون ملی ایران بود که به صورت زنده پخش می‌شد. در مصاحبه‌ای با رادیو زمانه ادعا کرد که در ۱۶ شهریور ۱۳۵۷ (شب تظاهرات ۱۷ شهریور) اقدام به پخش تصاویر سید روح‌الله خمینی در برنامهٔ زندهٔ تلویزیونی‌اش کرد و در آن برنامه از خمینی تجلیل کرد. بهنود سپس مدعی شد که سید محمد بهشتی به او گفته‌است که «آیت‌الله خمینی در نوفل لوشاتو شما را دعا کرده‌اند».
بهنود یکی از اعضای گروه اعتصابی در تلویزیون ملی ایران بود که از انقلاب حمایت می‌کردند و خواستار سرنگونی حکومت شاهنشاهی بودند.

## بعد از انقلاب

### اتوبوس ارمنستان
در ماجرای اتوبوس ارمنستان، که یکی از موارد مطرح در قتل‌های زنجیره‌ای ایران است، از جملهٔ مسافران آن اتوبوس بود.
فرج سرکوهی در مورد تلاش‌های وزارت اطلاعات برای جلوگیری از مسافرت بهنود می‌نویسد:
«پیش از آن آقای مسعود بهنود زنگ زد و گفت که در اداره گذرنامه به او گفته‌اند که ممنوع‌الخروج است و او نباید به سفر برود. اعتراض کرده بود و گفته بود که تازه از سفر خارج آمده‌است و ممنوع‌الخروج نیست. ادارهٔ گذرنامه در اختیار وزارت اطلاعات بود. آقای بهنود به من گفت که با آقای مهاجرانی، مشاور رئیس‌جمهور که با او در ارتباط بود تماس گرفته‌است و او گفته‌است مانعی نیست و کار گذرنامه را درست می‌کند. تمام راه آقای مسعود بهنود در انتظار راننده‌اش بود تا پاسپورت او را بیاورد.»
محمد محمدعلی نیز در خاطراتش به صورت مشابه از عدم اجازه دولت جمهوری اسلامی ایران به حضور مسعود بهنود در این سفر اشاره می‌کند.

### دادگاه و زندان
«... از منزل مسکونی مسعود بهنود مقدار قابل توجهی تریاک، شیرهٔ تریاک و لوازم استعمال مواد مخدر کشف شده‌است.»
بخشی از شکایت مدعی‌العموم در جلسهٔ دادگاه رسیدگی به اتهامات مسعود بهنود به تاریخ ۲۳ آذر ۱۳۷۹.

در پی توقیف فله‌ای مطبوعات، مسعود بهنود در آذر ۱۳۷۹ به اتهام «توهین و افترا، نشر اکاذیب به قصد تشویش اذهان عمومی، تبلیغ علیه نظام جمهوری اسلامی، عبور از خطوط قرمز نظام، همکاری با رسانه‌های بیگانه، مشارکت در فروش مواد مخدر و نگهداری مواد مخدر، مشروبات الکلی و ابزار استعمال مواد مخدر» به دادگاه معرفی شد.
مسعود بهنود در دفاعیه خود در مورد مواد مخدر کشف‌شده از خانه‌اش گفت: «آن مکان خانهٔ ییلاقی و محل سکونت دائم من نیست و کلید آن در دست دوستان، آشنایان و بستگانم هست، بنابراین از وجود مواد مخدر در خانه‌ام بی‌خبرم، با این حال مسئولیت آن را می‌پذیرم».
مسعود بهنود در خاطره‌ای که در مجلهٔ بخارا منتشر شد، مدعی شد که در حین بازجوئی‌شدن با احسان نراقی روبرو شده‌است.

### مهاجرت
مسعود بهنود در اواخر دوران محمد خاتمی در مقاله‌ای نوشته‌بود که «اینجا خانهٔ ماست. به دعوت کسی نیامده‌ایم که حالا با تشر او برویم.» اما چندی بعد پس از محکومیت در دادگاه و زندانی‌شدنش ناگزیر به مهاجرت از ایران به انگلستان شد.

## باورها
بهنود خود را «جمهوری‌خواه» می‌داند و از شرکت‌کنندگان در کنفرانس اتحاد جمهوری‌خواهان ایران بوده‌است.
بهنود از جناح اصلاح‌طلب جمهوری اسلامی و از اندیشه‌های سید محمد خاتمی حمایت می‌کند. او همچنین اکبر هاشمی رفسنجانی را «تنها فرد بی‌جانشین جمهوری اسلامی» می‌داند.
بهنود، با تحریم انتخابات در نظام جمهوری اسلامی مخالف است و استدلال مخالفان نظام مبنی بر کاهش‌یافتن مشروعیت حکومت در پی مشارکت حداقلی را «شوخی از سر عادت» معارضان نامیده‌است.
بهنود، سعدی را نماد زبان مشترک ایرانیان و مصدق را نماد ملی‌گرایی ایرانیان می‌داند.

## انتقادات
پرویز ثابتی، مسئول ادارهٔ سوم ساواک، مسعود بهنود را به «مزخرف‌نویسی» متهم کرده و او را «میرزابنویس جمهوری اسلامی» نامیده‌است. او در کتاب در دامگه حادثه، بهنود را متهم‌کرده که پیش از انقلاب کارش «خانم‌بازی و تریاک‌کشی» بود. اما بعد از انقلاب با «عوض‌کردن رنگ و به منظور پاک‌کردن سوابق خود، سعی در تخریب پادشاهان پهلوی» دارد.
بخشی از رسانه‌های جناح اصولگرا، بهنود را متهم می‌کنند که در نوشته‌هایش صرفاً به بیان ابعاد منفی و بدگویی بسنده کرده و نکات مثبت و امیدبخش جمهوری اسلامی را نادیده می‌گیرد.